# S-nery Angel
S-nery Angel （サナリー・エンジェル）は大塚英志とその妻の白倉由美による共同ネームである。
- 大塚英志（おおつかえいじ、、1958年8月28日 - ）漫画原作者・評論家
- 白倉由美（しらくらゆみ、1965年3月8日 - ）漫画家・小説家

ゲームとのタイアップで展開されたイイナシリーズのコミカライズ版『イイナ～feel for love～』の原作者としてこの名義が使用された。17歳などの架空のプロフィールとともに、なぜか菊地由美の天使コスプレ写真が近影として無断掲載されている。

## 作品

### 漫画
- 『イイナ ～Feel for Love～』(原作:S-neryAngel 作画:成瀬かおり 角川書店 1998年) 
  - 『Comic新現実 問題外増刊みたいな…』（2005年）で S-neryAngel が大塚英志と白倉由美の共同ネームであることが明らかにされた。同書によると世界設定は白倉、シナリオは大塚が担当した。

### 小説
- 『セブン　1st．Live』　(原作:S－neryAngel 著:杉浦健史 ケイエスエス版 2000年) 
  - 『イイナ』のノベライズではない。大塚英志による「解説」が収録されている。